# Seznam okresních hejtmanů Semil

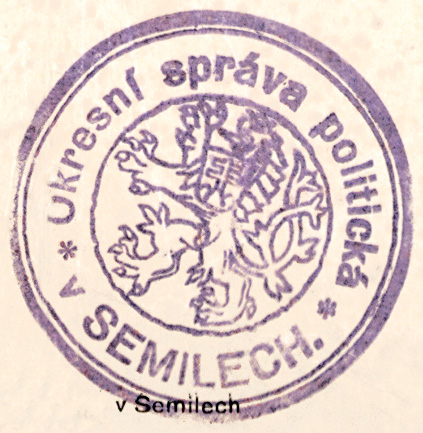
Razítko okresní správy politické v Semilech (20. léta 20. století)

Po zrušení vrchnostenských úřadů, které spravovaly semilské panství, nastoupil Jindřich Schade jako podkrajský (1849–1855), aby spravoval okresní úřad; po něm František Delavos jako okresní (1855–1868), a potom již nastupovali okresní hejtmani.
| Jméno hejtmana       | Doba působení | poznámka                                                             |
| -------------------- | ------------- | -------------------------------------------------------------------- |
| Gustav Havle         | 1868–1882     | –                                                                    |
| Ceněk Bernard        | 1882–1883     | –                                                                    |
| Karel Rotký          | 1883–1889     | –                                                                    |
| Josef Mauka          | 1889–1891     | –                                                                    |
| Václav Pablásko      | 1891–1892     | –                                                                    |
| Heřman Steinfeld     | 1892–1893     | –                                                                    |
| Tomáš Matějka        | 1893–1897     | –                                                                    |
| Kazimír Přecechtěl   | 1897–1901     | –                                                                    |
| Jan Šindelář         | 1903–1905     | před ním Karel Smitka (1901–1902) byl správcem okresního hejtmanství |
| Otakar Pirchan       | 1905–1908     | –                                                                    |
| Antonín Böhm         | 1908–1912     | byl také iniciátorem vzniku KČT Semily a stal se jeho 1. předsedou   |
| Eduard Vichr         | 1912–1915     | –                                                                    |
| František Blažek     | 1915–1917     | –                                                                    |
| Jan Mohal            | 1919–1921     | byl také vrchním okresním komisařem (1917–1921)                      |
| JUDr. Vladimír Vajna | od r. 1921    | byl také radou politické správy (od r. 1921)                         |